# Bergame
Bergame é uma paróquia civil do  (município) de Cangas del Narcea,  na província e Principado das Astúrias. Tem 4,9 km² e em 2013 tinha 79 habitantes (densidade: 16 hab./km²)
em 27 moradias.
Está situada na zona central do concelho, aproximadamente a 10 km da capital municipal, Cangas del Narcea. Limita a norte com a paróquia de Coto / Abanceña; a oeste com a de La Regra de Perandones / La Riela; a sudeste e sul com a de Cibuyo; e a sudoeste e oeste com a de Agüera del Coto / Auguera.

## Localidades
Segundo o gazetteer de 2013 a paróquia é constituída pelas povoações de:
- Bergame de Abaixo (oficialmente, em asturiano, Bergame d'Abaxu)[4] (aldeia): 7 habitantes.
- Bergame de Arriba (Bergame d'Arriba) (aldeia): 17 habitantes.
- El Cadaleito (El Cadalleitu) (aldeia): deshabitado.
- Tremado del Coto (Tremau del Coutu) (aldeia): 19 habitantes.
- Villar de Bergame (aldeia): 36 habitantes.